# Delonix brachycarpa
Delonix brachycarpa é uma espécie vegetal da família Fabaceae.
Apenas pode ser encontrada no seguinte país: Madagáscar.